# Đuro Krečak

Đuro Krečak (Dubrovnik, 22. travnja 1883. – Daksa, 26. listopada 1944.) bio je hrvatski kulturni djelatnik, publicist i katolički svećenik.

## Životopis
Rođen je u Dubrovniku u obitelji Miha i Kate Hamza 22. travnja 1883. godine.
Završio je gimnaziju u Dubrovniku 1903. godine. Filozofsko-teološki studij završio je 1907. u Zadru te je zaređen za svećenika u Dubrovniku 11. kolovoza 1907. godine. Bio je župni vikar u Čilipima i Malom Stonu. Kasnije je bio župnik u Čilipima te do kraja života na Lapadu i Gružu.
Godine 1925. dao je potporu konavoskim seljacima koji su se opirali novačenju te je bio uhićen. Također je bio prijavljen zbog „pobudnih propovijedi” te isticanja hrvatske zastave u crkvi. Od 1927. godine član je Družbe „Braća hrvatskoga zmaja”. Zaslužan je za postavljanje više spomen-ploča u povodu 1000. obljetnice Hrvatskoga Kraljevstva te zaslužnim Dubrovčanima.
Zauzimao se za povratak u dubrovački arhiv građe koja je bila oduzeta u Beč i Beograd. Bio je suosnivač i predsjednik društva „Dub”.
Pogubljen je bez suda odlukom komunističkih vlasti na otoku Daksi. Posmrtni mu se ostatci nalaze u zajedničkoj grobnici podno spomen-obilježja na Daksi.

## Počasti
- Spomen-ploča kod župne crkve sv. Mihajla u Lapadu.[1]

### Članci
- Armanda, Ivan. 2013. Krečak, Đuro. Hrvatski biografski leksikon. Zagreb.  journal zahtijeva |journal= (pomoć)

### Mrežna sjedišta
- Otkrivena spomen-ploča don Đuri Krečku, bivšem lapadskom župniku i stradalniku na Daksi. Dubrovačka biskupija. Pristupljeno 25. siječnja 2025.